# Grenoble Challenger 2006
Il Grenoble Challenger 2006 è stato un torneo di tennis facente parte della categoria ATP Challenger Series nell'ambito dell'ATP Challenger Series 2006. Il torneo si è giocato a Grenoble in Francia dal 25 settembre al 1º ottobre 2006 su campi in cemento indoor.

## Vincitori

### Singolare
Michaël Llodra ha battuto in finale  Nicolas Tourte con il punteggio di 6–2, 6–2

### Doppio
Tejmuraz Gabašvili /  Evgenij Korolëv hanno battuto in finale  Thomas Oger /  Nicolas Tourte con il punteggio di 7–5, 6–4